# Агеев, Пётр Григорьевич
Пётр Григо́рьевич Аге́ев (22 ноября [5 декабря] 1913, Трусилово, Оренбургская губерния — 22 августа 1947, Пенза II) — участник Великой Отечественной войны, капитан. Герой Советского Союза (14 февраля 1943).

## Биография
Пётр Агеев родился 22 ноября (5 декабря) 1913 года в крестьянской семье в деревне Чирухина (Трусилова) Птиченской волости Челябинского уезда Оренбургской губернии, ныне село Трусилово входит в Шумихинский муниципальный округ Курганской области. Русский.
Окончил 7 классов Шумихинской школы.
В 1931 году по путёвке комсомола направлен в 3-ю объединённую школу пилотов и авиатехников гражданского воздушного флота в город Балашов. В 1933 году блестяще её окончил и был назначен лётчиком-инструктором, а через год — начальником авиаотряда. Как талантливый лётчик, отличный организатор в 1937 году был выдвинут на работу в город Тулу, на должность начальника лётной части, а в начале 1940 года переведён на работу в Центральный аэроклуб имени Чкалова в Москве. В 1940 году по собственной просьбе был направлен на учёбу в военную школу лётчиков-истребителей. С 1940 года в Красной армии. Окончил Астафьевскую военную авиационную школу. Служил лётчиком-инструктором, затем командиром звена в Краснодарской военной авиационной школе. Здесь встретил начало Великой Отечественной войны.
Только в 1942 году после неоднократных просьб и заявлений был зачислен командиром звена в 182-й истребительный авиаполк 105-й истребительной авиадивизии ПВО страны. 14 июля 1942 года старший лейтенант Агеев П. Г., возвращаясь на аэродром после группового боя, происходившего над городом Ростов-на-Дону, обнаружил вражеский бомбардировщик Не-111. Так как боезапас после воздушного боя закончился, лётчик пошёл на таран. Произвёл посадку на своём аэродроме.
Впервые в дивизии стал применять тактику лётчика-охотника, лётчика, вылетающего на свободный поиск противника, и его атаки с больших высот открывали новые возможности в уничтожении противника. В первом же таком вылете «на охоту» Агеев сбил внезапной атакой Ме-110, фотографировавшего наши позиции. 7 сентября 1942 года вступил в бой с четырьмя Me-109. Был тяжело ранен, но из боя не вышел. Сбил один «мессершмитт», другой принудил к посадке на советский аэродром.
К началу 1943 года старший лейтенант Агеев совершил 160 успешных боевых вылетов на самолётах ЛаГГ-3, Як-1, Як-7б. В воздушных боях сбил лично 6 и в составе группы — один самолёт противника.
Указом Президиума Верховного Совета СССР от 14 февраля 1943 года за образцовое выполнение боевых заданий командования на фронте борьбы с немецко-фашистским захватчиками и проявленные при этом мужество и героизм старшему лейтенанту Агееву Петру Григорьевичу присвоено звание Героя Советского Союза с вручением ордена Ленина и медали «Золотая Звезда» (№ 809). На момент представления к награде П. Г. Агеев был беспартийным.
В воздушном бою на подступах к городу Орджоникидзе (ныне — Владикавказ) был тяжело ранен в руку, но из боя не вышел. Сбил истребитель противника и покинул самолёт на парашюте.
Это был последний воздушный бой старшего лейтенанта Агеева. После тяжёлого ранения он долгое время находился в госпитале, потерял правую руку. Несмотря на ранение, вернулся в строй. Был старшим помощником начальника отдела боевой подготовки 1-й воздушной истребительной армии ПВО страны. Продолжал летать на По-2.
После войны работал в Центральном аэроклубе имени В. П. Чкалова в Москве. Убит бандитами в поезде «Балашов — Москва» 22 августа 1947 года. Как неопознанный был похоронен в городе Пензе Пензенской области. Прошло много лет, пока на станции «Пенза II» в столе уволенного за «несоответствие» начальника транспортной милиции его преемник обнаружил паспорт и военный билет на имя Петра Григорьевича Агеева. При опросе старых работников выяснилось, что летом 1947 года тело полураздетого однорукого человека без документов нашли на насыпи на подъезде к станции «Пенза II». Где похоронили — никто не помнил... Документы тогда нашли в другом месте, передали в милицию.

## Награды
- Герой Советского Союза, 14 февраля 1943 года[3]
  - Орден Ленина
  - Медаль «Золотая Звезда» № 809
- Медаль «За победу над Германией в Великой Отечественной войне 1941—1945 гг.»

## Память
- В память о Петре Агееве одна из улиц города Шумиха Курганской области носит его имя.
- В память о Петре Агееве одна из улиц города Балашов Саратовской области носит его имя. Решением № 46 Балашовского исполкома горсовета депутатов трудящихся от 18 марта 1975 года переименована улица 2-я Лагерная[4].
- Мемориальная доска установлена в средней школе № 3 города Шумихи в 2015 году[5].